# Сошинський Сергій Олегович

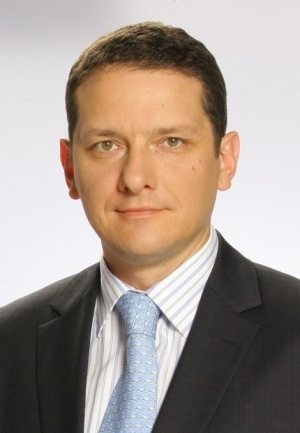
Сергій Сошинський

Сергій Олегович Сошинський (народився 16 листопада 1970 в місті Самбір, Львівської області) — український громадський діяч у галузі медицини, президент Міжнародного благодійного фонду «Здоров'я українського народу» (з грудня 2010), секретар робочої групи з питань інформаційної політики та громадянської освіти Координаційної ради з питань розвитку громадянського суспільства при Президентові України, співголова оргкомітету Національної медичної премії. 
Народився в сім'ї службовців. З 1972 року жив у м. Львові.

## Освіта
Навчався у ЛПІ м. Львова.
У 1998 році закінчив МАУП (менеджер бізнесу, економіст), у 2004 році закінчив Інститут Соціальних Наук, м. Київ (психолог).
У 2010 році закінчив Міжнародний Інститут Менеджменту (МВА, адміністратор закладів охорони здоров'я), став дипломованим фахівцем системи охорони здоров'я Канади.

## Трудова діяльність
Працював менеджером з питань зовнішньоекономічних зв'язків в організації «Виробниче Об'єднання „Бескиди“ товариства Червоного Хреста та Асоціації Інвалідів» м. Львова.
З 1994 по 1996 суміщав навчання із працею у комерційних структурах на керівних посадах (роздрібна та оптова торгівля) в Закарпатській області.
З 1997 почав діяльність у сфері маркетингу, піару та рекламі для різних ринків (B2C, B2B, політичний PR).
З 2001 — продовжив працювати у сфері реклами та піару з фокусом на лікарські засоби та медицину (патології та здоров'я) на посаді керівника спеціалізованої рекламної агенції "ПМРА «МАРСМЕДІА», клієнтами якої стали (за 9 років роботи) відомі фармацевтичні виробники та приватні медичні заклади. Був експертом багатьох проектів (у тому числі для ЗМІ), пов'язаних з фармацевтичним і медичним маркетингом, а також із управлінським та торговельним консалтингом (для аптечних мереж).

## Громадська діяльність
З січня 2010 — президент Міжнародного благодійного Фонду «Здоров'я українського народу».
З 2002 по 2011 був учасником і делегатом багатьох профільних конференцій та з'їздів. На заходах часто виступає з доповідями як спікер, є автором різних публікацій у ЗМІ (за темами маркетинг, PR і КСВ) та тренером з ПРу і маркетингу (в межах грантових програм Фонду «Відродження» та інших організацій). За 15 років прослухав понад 100 тренінгів та семінарів з реклами, PR'у, публічних виступів та продажу.
Засновник та ініціатор соціальних проектів та програм: «Крок до життя» (боротьба із впливом індустріального розвитку на громадське здоров'я), "Рух «nonTV» (оптимізація маркетингу ЛЗ, БАДів та ВМП), Реєстр «ТОП100 в медицині» (вибір чляхом експертної оцінки найкращих лікарів лікарями), «Щастя» (публічні люди «за здоровий спосіб життя»), «Подаруй собі життя» (піднесення рівня індивідуального здоров'я людей через визначення рівня здоров'я) та інших.
Член Журі проекту «Компанії, у яких є чому повчитися». Входить до складу експертів Оргкомітету Фестивалю-конкурсу «Вибір року в Україні».
а також є співголовою оргкомітету Конкурсу «Національна Медична Премія», членом «Кола київських друзів» «Українського Католицького Університету» та членом «Українського Медичного Клубу».
В межах громадської та соціальної діяльності входить до складу Координаційної ради з питань розвитку громадянського суспільства при Президенті України, є керівником та секретарем робочих груп і комітетів (з питань інформаційної політики; співпраці влади, бізнесу та громадськості; ПРу та маркетингу) при Американській Торговельній Палаті та при Українському форумі благодійників.